# Porto de Long Beach

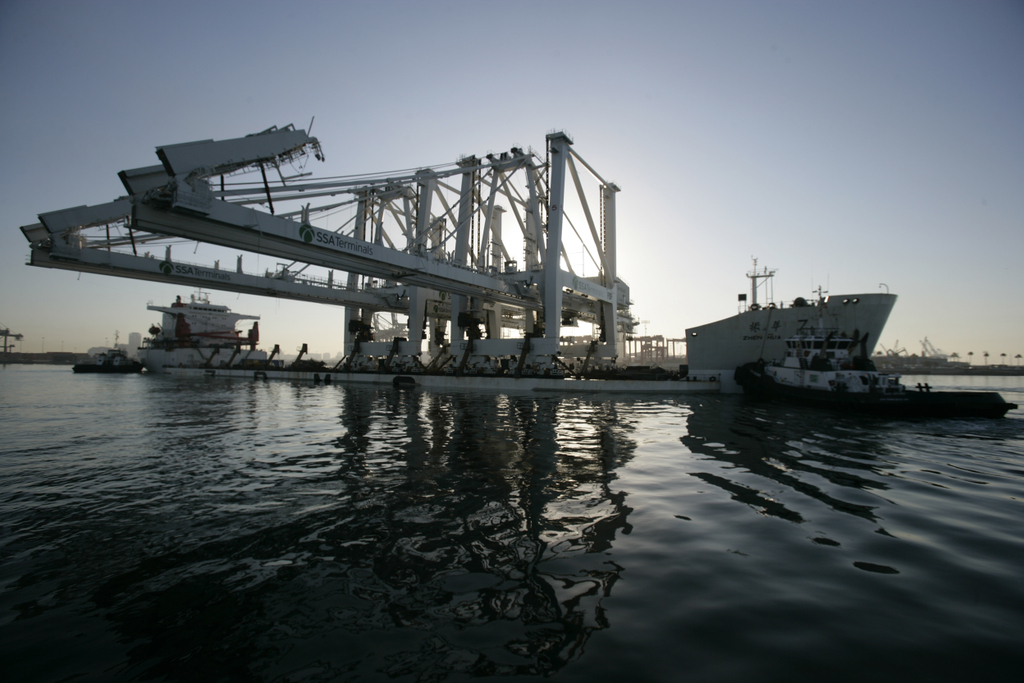
Porto de Long Beach

O Porto de Long Beach é o segundo porto de contêineres mais movimentado dos Estados Unidos. O porto ocupa 3200 acres (13 Km²) de terra com 25 milhas de orla, na cidade de Long Beach, na Califórnia. Ele está localizado a menos de 2 milhas (3Km) a sudoeste do centro de Long Beach e aproximadamente a 25 milhas (40 Km) do centro de Los Angeles. O porto possui aproximadamente $100 bilhões de dólares no comércio e oferece cerca de 316.000 empregos no sul da Califórnia.